# Preah Ko

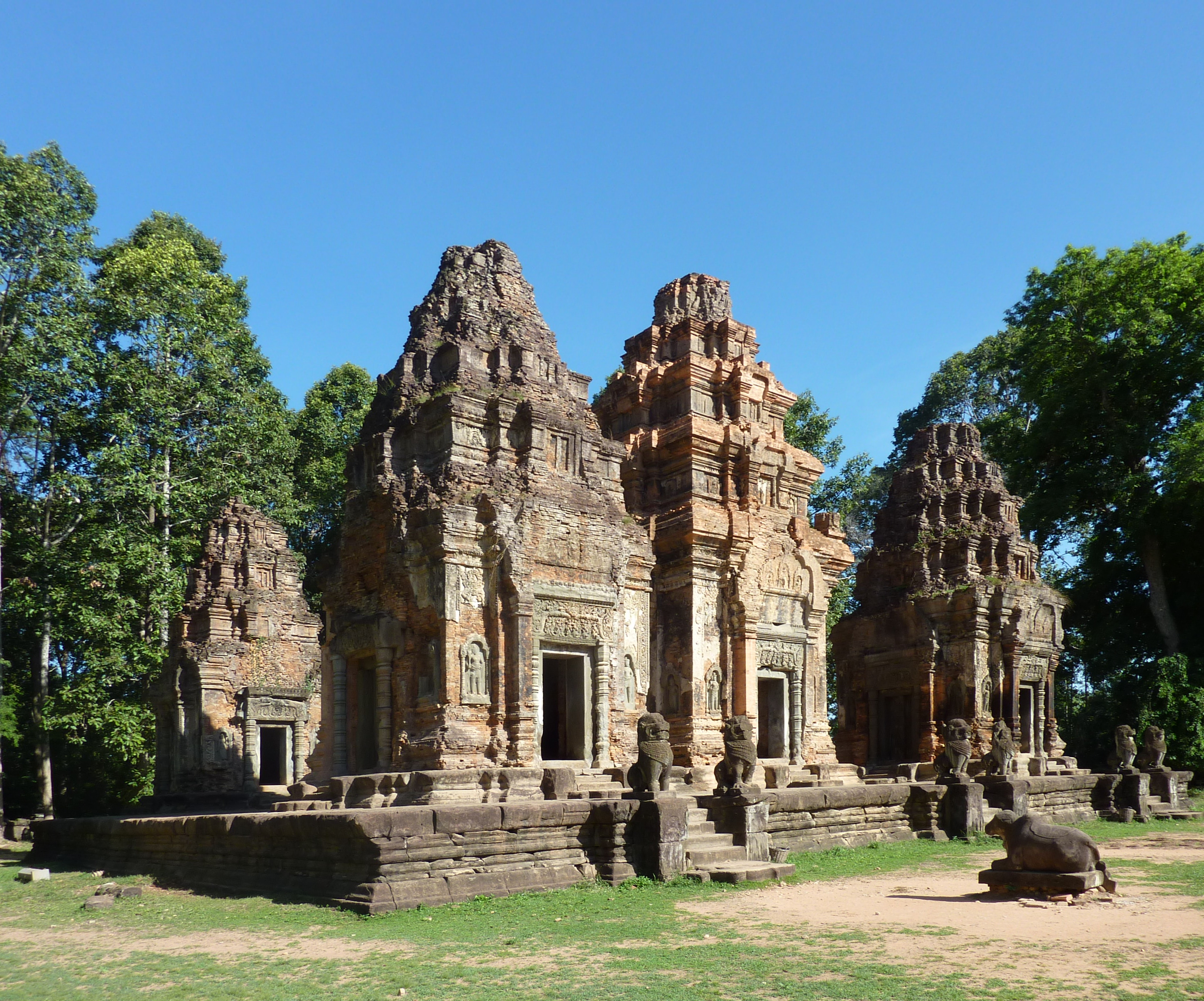
Preah Ko von Südosten: Mittig die drei größeren Türme, li. einer der kleineren in zweiter Reihe. Re. eine Nandi-Figur

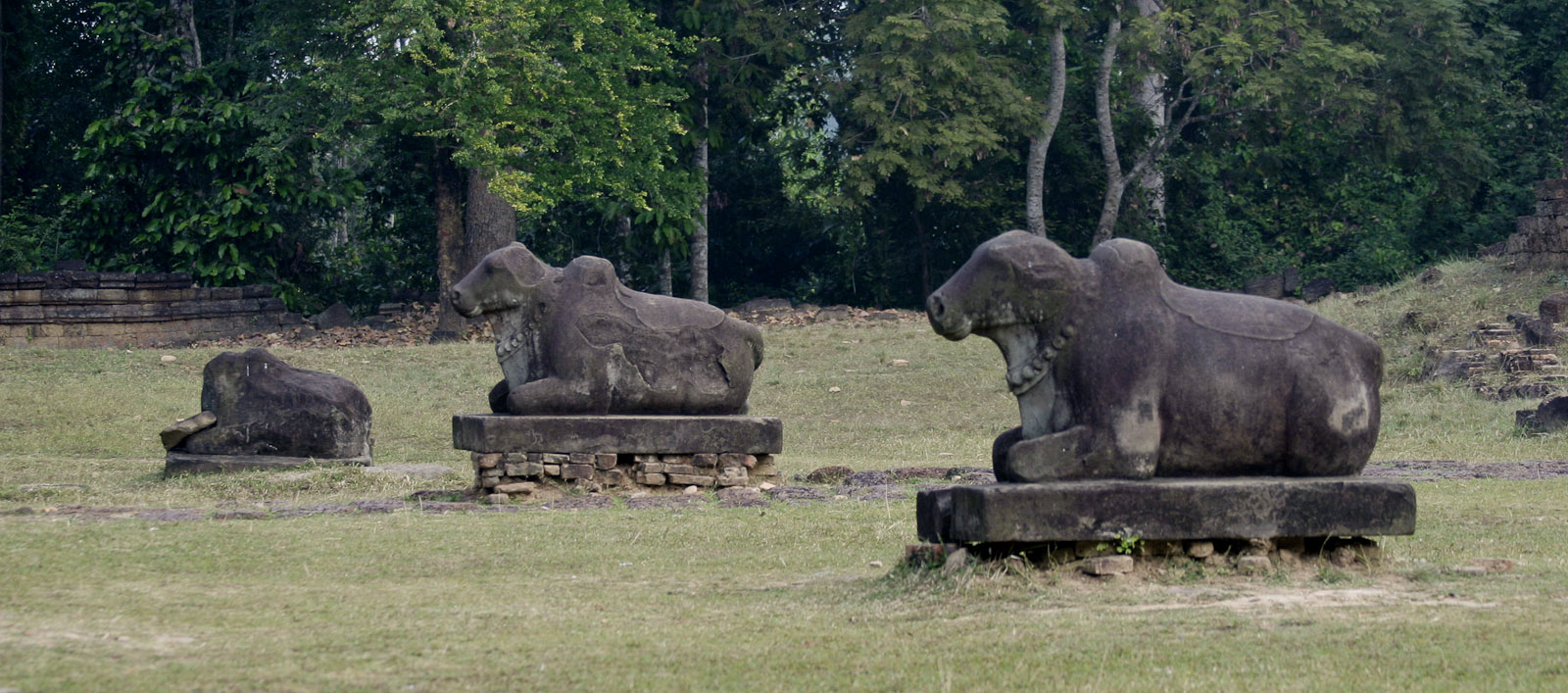
Die drei Nandi-Figuren

Preah Ko ist ein Tempel nahe der Stadt Siem Reap in Kambodscha. Er zählt zur Roluos-Gruppe.
Preah Ko wurde im späten 9. Jahrhundert während der Regentschaft von König Indravarman I. in der neuen Hauptstadt Hariharalaya errichtet und gemäß einer Inschrift am 25. Januar 880 eingeweiht. Das zentrale Heiligtum war Paramesvara gewidmet, zugleich ein Name des hinduistischen Gottes Shiva und der Beiname des früheren Königs Jayavarman II. Die Anlage besteht aus sechs Turmbauten auf einer gemeinsamen Basis: Nach Osten liegen nebeneinander gereiht die drei größeren Türme, wobei der mittlere, leicht zurückgesetzte Turm am höchsten gebaut ist; hinter jedem Turm (d. h. nach Westen) steht ein etwas kleinerer Turm. Im Osten der gemeinsamen Basis sind – den drei Osttürmen jeweils gegenüber – drei zu den Türmen blickende Stierfiguren errichtet; sie stellen Nandi dar, das Reittier des Gottes Shiva, und sind die Grundlage des modernen Namens des Tempels – „Tempel des Heiligen Ochsen“.
Umgeben ist das zentrale Heiligtum von zwei konzentrischen quadratischen Maueranlagen aus Laterit und einem umschließenden breiten Wassergraben. Sowohl die hier erstmals angelegten Mauern mit Gopuram (Tor-Türmen als Zugang zum Areal) als auch der Wassergraben und die heute als Bibliotheken bezeichneten freistehenden Zubauten wurden bei späteren Tempeln der Region charakteristische Elemente der Architektur Angkors.
Preah Ko ist namensgebend für den Baustil der Khmer zur Zeit der Herrschaft Indravarman I. geworden.

Preah Ko, Türsturz
Preah Ko, Löwen am Zugang